# Faberia sinensis
Faberia sinensis là một loài thực vật có hoa trong họ Cúc. Loài này được Hemsl. mô tả khoa học đầu tiên.